# Saint-Saturnin-lès-Avignon
Saint-Saturnin-lès-Avignon település Franciaországban, Vaucluse megyében. Lakosainak száma 5211 fő (2022. január 1.). Saint-Saturnin-lès-Avignon Châteauneuf-de-Gadagne, Entraigues-sur-la-Sorgue, Jonquerettes, Morières-lès-Avignon, Pernes-les-Fontaines, Le Thor, Vedène és Velleron községekkel határos.

## Népesség
A település népessége az elmúlt években az alábbi módon változott:
| Lakosok száma | 4841 | 4819 | 4916 | 4846 | 4857 | 4935 | 5027 | 5119 | 5211 |
|               | 2013 | 2015 | 2016 | 2017 | 2018 | 2019 | 2020 | 2021 | 2022 |